# オストラヴァ - ヴァラシスケー・メジルジーチー線
オストラヴァ - ヴァラシスケー・メジルジーチー線（チェコ語;Železniční trať Ostrava – Valašské Meziříčí）は、チェコ国鉄の鉄道線の名称である。路線番号は323。なお本頁では、323号線の支線として扱われているフリードラント・ナド・オストラヴィチー - オストラヴィツェ線についても取り扱う。

## 歴史
最初に開業したのはオストラヴァ本駅～オストラヴァ中央駅間で、1862年に皇帝フェルディナント北部鉄道によって開業した。
1869年1月2日にモラヴィアオストラウ（現在オストラヴァ） - フリートラント間の一般鉄道建設および運営は帝国特認アオストラウ＝フリートラント鉄道（k.k. Privilegierte Ostrau-Friedlander Eisenbahn, OFE）の創業者たちに許可された。免許の有効期間は80年と規定されたが、政府による国債償還は30年経過後いつでも可能であった。建設工事は1869年8月18日に始まって、ヴィトコヴィッツ（現在オストラヴァ・ヴィトコヴィツェ駅） - フリートラント間は1871年1月1日に開通された。列車はオストラウ炭鉱線を通じてオストラウ駅まで通行せねばならなかった。その関係でOFEは1869年10月26日に皇帝フェルディナント北部鉄道（k.k. privilegierte Kaiser Ferdinands-Nordbahn, KFNB）と委託運営と車両に関する契約を締結して、運営および車両提供はKFNBが担当することとなった。1871年5月21日にヴィトコヴィッツ - モラヴィアオストラウ間が開通された。
モラヴィア＝シュレージエン都市間鉄道の建設過程で、1888年2月5日にOFEとKFNBはフリートラント - フリーデクミーステク区間の共同使用に関する協約を締結した。その協約は1888年6月1日付きに有効となった。
1908年に、フリードラント - オストラヴィツェ間の支線が開業した。かつてはオストラヴィツェから先、ビーラーまで路線が伸びていたが、オストラヴィツェ以南は廃止されている。また、2019年以前、フリードラント - オストラヴィツェ間の路線番号は324であった。

## 運行形態
特急については、321号線のページを参照。

### 快速「スピェシニー(Sp)」
5系統に分かれる。
- オパヴァ～オストラヴァ～クンチツェ～チェシーン　【平日運行】
平日は1時間に1本運行され、うち半数がストドルニー - チェシーン方面のみの運行となる。詳細は321号線のページを参照。
2018年以前は、平日のみ2時間に1本の運行であった。2019年度に限り、休日もストドルニー以南で2時間に1本運行していた。

- リソホル号：　(オストラヴァ - )スヴィノフ - クンチツェ - オストラヴィツェ　【土曜・休日運行】
快速。春・夏は一日3往復、秋・冬は一日2往復の運行。うち1往復がオストラヴァ本駅発着となる。クンチツェ以北は321号線に乗り入れる。なお、クンチツェを通過する。
2021年末に運行を開始した。

- ラドホシチ号：　フレンシタート～メジルジーチー～ブルノ　【土曜・休日運行】
週1往復の運行。土曜日のフレンシタート行と、日曜日のブルノ行のみ運行される。メジルジーチー以西は303号線を経由する。
2019年以前の愛称名は「ホスティーン（チェコ語版）」であった。

- 過去の運行系統
  - ブルンタール/オストラヴァ→スヴィノフ→クンチツェ→フリードラント　【平日運行】
2019-2021年に運行していた。片道1本のみの運行。夏季と年末年始はオストラヴァ始発で、他の季節はブルンタール始発。クンチツェ以北は321号線を経由していた。
  - オストラヴァ→スヴィノフ→クンチツェ→フレンシタート　【土曜・休日運行】
2019-2021年に運行していた。片道1本のみの運行。クンチツェ以北は321号線を経由していた。フリードラント - フレンシタート間は各駅に停車していた。
  - フレンシタート → メジルジーチー　【土曜運行】
土曜日のみ、週片道1本のみの運行。

### 普通
- オストラヴァ - フリードラント ( - フレンシタート)
平日30分～1時間間隔、休日1時間間隔の運行。休日は半数がフレンシタートまで、半数がフレンシタート町まで運行する。
2018年以前は早朝に322号線に乗り入れるフリードラント→フリーデク→チェシンの系統が運行していた。また、2021年以前は平日・休日ともフレンシタートまたはメジルジーチーまで運行していた。

- フリードラント - ヴァラシスケー・メジルジーチー
平日は1時間間隔、休日は2時間間隔の運行。平日は半数がフレンシタート町以北のみの運行で、休日はフレンシタート以南のみの運行となる。
2021年以前は、上記オストラヴァ発着便と一体の運用であった。

- フリードラント - オストラヴィツェ
1時間に1本の運行。大部分は線内のみの区間運転であるが、一日2本のみ、323号線のフリーデク・ミーステクやオストラヴァ始発の便がある。また、多くの便が、フリードラントで323号線のオストラヴァ方面・フレンシタート方面と接続する。
2021年以前は、一日1.5往復がフリーデク方面に直通していた。

### 臨時列車
- 鉄道の祝日関連ＳＬ（快速） 
蒸気機関車。年1日、ボフミーン → オストラヴァ本駅 → クンチツェ → ボフミーン間に一日6本、1時間間隔で運行する。オストラヴァ本駅以東、270号線から直通し、クンチツェ以南は321号線に直通する。323号線内は、途中オストラヴァ中央のみに停車する。

- レトロ・オストラヴァン号（超特急エクスプレス） 
旧型列車。年1日、プラハ - オストラヴァ本駅 - オストラヴァ中央間に、一日1往復の運行。オストラヴァ本駅以西は270号線に直通する。途中、ストドルニーを通過する。

- オストラヴァの色（普通）
年8日、下記各系統が一日1本ずつ運行する。2017,18年運行。
オストラヴァ中央 → オストラヴァ本駅 → オパヴァ … オストラヴァ本駅以西は270号線に直通する。323号線内は各駅停車。
オストラヴァ中央 → クンチツェ → チェスキー・チェシーン … クンチツェ以南は321号線に直通する。途中、クンチチキを通過する。
オストラヴァ中央 → フリードラント … 各駅停車。
2017年は、年4日の運行であった。

## 駅一覧
以下では、チェコ国鉄322号線の駅と営業キロ、停車列車、接続路線などを一覧表で示す。
- 種別
  - RJ：超特急「レギオジェット」
  - Sp：快速「スピェシニー」
  - Os：普通
- 停車駅
  - ■印：全列車停車
  - ●印：一部通過
  - ○印：一部停車
  - ｜印：全列車通過

### オストラヴァ - メジルジーチー
| 路線名 | 駅名                                       | 駅間営業キロ | 累計営業キロ         | 累計営業キロ           | RJ | Sp | Os | 接続路線                                                                                     | 所在地                 | 所在地                   |
| ------ | ------------------------------------------ | ------------ | -------------------- | ---------------------- | -- | -- | -- | -------------------------------------------------------------------------------------------- | ---------------------- | ------------------------ |
| 323    | オストラヴァ本駅                           | -            | オストラヴァから 0.0 |                        | ■  | ■  | ■  | 271号線（プラハ方面、ワルシャワ/モスティ方面）                                               | モラヴィア・スレスコ州 | オストラヴァ郡           |
| 323    | オストラヴァ・ストドルニー駅               | 2.2          | 2.2                  |                        | ●  | ■  | ■  |                                                                                              | モラヴィア・スレスコ州 | オストラヴァ郡           |
| 323    | オストラヴァ中央駅                         | 0.8          | 3.0                  |                        | ｜ | ■  | ■  |                                                                                              | モラヴィア・スレスコ州 | オストラヴァ郡           |
| 323    | オストラヴァ・クンチチキ駅                 | 2.6          | 5.6                  |                        | ｜ | ｜ | ●  |                                                                                              | モラヴィア・スレスコ州 | オストラヴァ郡           |
| 323    | オストラヴァ・クンチツェ駅                 | 2.2          | 7.8                  |                        | ｜ | ●  | ■  | 321号線（オパヴァ方面、チェシーン方面）                                                      | モラヴィア・スレスコ州 | オストラヴァ郡           |
| 323    | ヴラチモフ駅                               | 2.4          | 10.2                 |                        |    | ｜ | ■  |                                                                                              | モラヴィア・スレスコ州 | オストラヴァ郡           |
| 323    | パスコフ駅                                 | 4.0          | 14.2                 |                        |    | ｜ | ■  |                                                                                              | モラヴィア・スレスコ州 | フリーデク・ミーステク郡 |
| 323    | リースコヴェツ・ウ・フリードク駅           | 4.7          | 18.9                 |                        |    | ｜ | ■  |                                                                                              | モラヴィア・スレスコ州 | フリーデク・ミーステク郡 |
| 323    | フリーデク・ミーステク駅                   | 3.1          | 22.0                 | コイェチーンから 111.6 |    | ■  | ■  | 322号線（チェシーン方面）                                                                    | モラヴィア・スレスコ州 | フリーデク・ミーステク郡 |
| 323    | バシカ駅                                   | 3.3          | 25.3                 | 108.3                  |    | ｜ | ■  |                                                                                              | モラヴィア・スレスコ州 | フリーデク・ミーステク郡 |
| 323    | プルジノ駅                                 | 3.9          | 29.2                 | 104.4                  |    | ｜ | ■  |                                                                                              | モラヴィア・スレスコ州 | フリーデク・ミーステク郡 |
| 323    | フリードラント・ナド・オストラヴィチー駅   | 3.3          | 32.5                 | 101.1                  |    | ■  | ■  | オストラヴィツェ方面                                                                         | モラヴィア・スレスコ州 | フリーデク・ミーステク郡 |
| 323    | チェラドナー駅                             | 4.7          | 37.2                 | 96.4                   |    |    | ■  |                                                                                              | モラヴィア・スレスコ州 | フリーデク・ミーステク郡 |
| 323    | クンチツェ・ポド・オンドルジェイニーケム駅 | 3.6          | 40.8                 | 92.8                   |    |    | ■  |                                                                                              | モラヴィア・スレスコ州 | フリーデク・ミーステク郡 |
| 323    | フレンシタート・ポド・ラドホシチェム駅     | 6.4          | 47.2                 | 86.4                   |    | ■  | ■  |                                                                                              | モラヴィア・スレスコ州 | ノヴィー・イチーン郡     |
| 323    | フレンシタート・ポド・ラドホシチェム町駅   | 1.2          | 48.4                 | 85.2                   |    | ■  | ■  |                                                                                              | モラヴィア・スレスコ州 | ノヴィー・イチーン郡     |
| 323    | ヴェルジョヴィツェ駅                       | 6.8          | 55.2                 | 78.4                   |    | ■  | ■  | 271号線（ストゥデーンカ方面）                                                                | モラヴィア・スレスコ州 | ノヴィー・イチーン郡     |
| 323    | モルジコフ本線駅                           | 5.0          | 60.2                 | 73.4                   |    | ｜ | ■  |                                                                                              | モラヴィア・スレスコ州 | ノヴィー・イチーン郡     |
| 323    | ホスタショヴィツェ駅                       | 4.2          | 64.4                 | 69.2                   |    | ｜ | ■  |                                                                                              | モラヴィア・スレスコ州 | ノヴィー・イチーン郡     |
| 323    | ヴァラシスケー・メジルジーチー駅           | 8.1          | 72.5                 | 61.1                   |    | ■  | ■  | 280号線（プラハ方面、リデチ方面） 281号線（ロジノフ方面）、303号線（クロムニェルジーシ方面） | ズリーン州             | フセチーン郡             |

### フリードラント - オストラヴィツェ
| 路線名 | 駅名                                                         | 駅間営業キロ | 累計営業キロ | Sp | Os | 接続路線                             | 所在地                 | 所在地                   |
| ------ | ------------------------------------------------------------ | ------------ | ------------ | -- | -- | ------------------------------------ | ---------------------- | ------------------------ |
| 324    | フリードラント・ナド・オストラヴィチー駅                     | -            | -0.3         | ■  | ■  | メジルジーチー方面、オストラヴァ方面 | モラヴィア・スレスコ州 | フリーデク＝ミーステク郡 |
| 324    | フリードラント・ナド・オストラヴィチー停留所                 | 0.4          | 0.1          | ｜ | ●  |                                      | モラヴィア・スレスコ州 | フリーデク＝ミーステク郡 |
| 324    | フリードラント・ナド・オストラヴィチー・ノヴァー・ヂェヂナ駅 | 1.7          | 1.8          | ｜ | ●  |                                      | モラヴィア・スレスコ州 | フリーデク＝ミーステク郡 |
| 324    | オストラヴィツェ停留所                                       | 2.6          | 4.4          | ●  | ●  |                                      | モラヴィア・スレスコ州 | フリーデク＝ミーステク郡 |
| 324    | オストラヴィツェ駅                                           | 1.8          | 6.2          | ■  | ■  |                                      | モラヴィア・スレスコ州 | フリーデク＝ミーステク郡 |